# 4833 Meges
4833 Meges è un asteroide troiano di Giove del campo greco del diametro medio di circa 87,33 km. Scoperto nel 1989, presenta un'orbita caratterizzata da un semiasse maggiore pari a 5,2454563 UA e da un'eccentricità di 0,0921727, inclinata di 34,69981° rispetto all'eclittica.
L'asteroide è dedicato a Megete, comandante del contingente partito da Dulichio.